# Inundaciones de Arkansas de 2010
Las inundaciones de Arkansas en junio de 2010 fueron unas inundaciones que mataron al menos 20 personas cerca de Caddo Gap, Arkansas, Estados Unidos, en la mañana del 11 de junio de 2010. Fuertes lluvias entre alrededor de 6 a 8 pulgadas (150-200 mm) hicieron rebalsar a los ríos Pequeño Misuri y Caddo, inundando al Bosque Nacional Ouachita.

## Causas
Las inundaciones fueron causadas por la fuerte lluvia en la mañana del 10 y 11 de junio en el Bosque Nacional Ouachita, causando que llegaran al máximo nivel y que aumentara el agua a 24 pies por hora en los ríos Pequeño Misuri y Caddo cerca de Langley a más de tres pies de altura. Las inundaciones afectaron los campamentos que estaban en el Bosque Nacional.
De acuerdo a las noticias locales, este es considerado como la peor inundación desde 1988. Una mujer local aseguró que no había ocurrido una inundación como esas desde mayo de 1968, cuando el "sitio no era tan conocido para campamentos"
A pesar de que se emitieron avisos sobre las inundaciones; muchas personas no pudieron escucharlas o verlas, ya que las inundaciones ocurrieron en zonas remotas.

## Muertes
Al menos 20 personas murieron en las inundaciones (incluyendo al menos a seis niños), y alrededor 24 personas perdidas. Muchas de las muertes fueron causadas porque se los llevó la corriente en un campamento muy poblado, el Área Recreacional Albert Pike, alrededor de las 5:30 a. m. del 11 de junio. La inundación había tomado por sorpresa a los acampantes mientras dormían en sus tiendas, destruyendo varias cabinas.

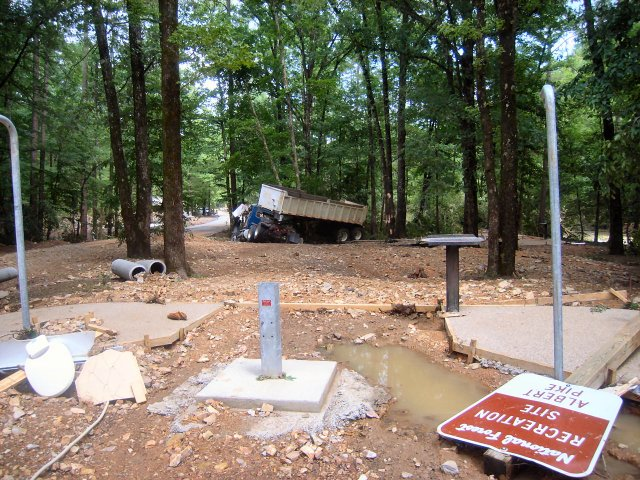
Escombros del campamento inundado el 11 de junio

La Cruz Roja Americana estima que más de 200 estaban en las áreas afectadas por las inundaciones cuando las corrientes llegaron al campamento. Los desaparecidos eran buscados por la Guardia Nacional de Arkansas con helicópteros. El Presidente Barack Obama envió inmediatamente ayuda para Arkansas. Oficiales de emergencia informaron que las búsquedas de desaparecidos serían muy difíciles, ya que ellos no la mayoría de los desaparecidos se encontraban en campamentos. Un cuaderno diario en el Área Recreacional Albert Pike que habría ayudado a rastrear el paradero de los excursionistas, fue arrastrado en el diluvio, dejando a los rescatistas sin idea de dónde los excursionistas podrían estar. Rescue efforts were also hampered by roads rendered inaccessible by the flooding; some searchers used canoes or kayaks. Un call center fue instalado por el Departamento para el Manejo de Emergencias de Arkansas para poder rastrear a 73 personas desaparecidas.
En un comunicado, el presidente Obama dijo: "Michelle y yo quisieramos extender nuestro más sentido pésame a los familiares y amigos de quienes perdieron sus vidas en estas horribles inundaciones, y ofrecemos nuestras oraciones para aquellos que esperan ansiosamente noticias de sus seres queridos que aún se encuentran desaparecidos."